# Rhamma amethystina
Rhamma amethystina is een vlinder uit de familie van de Lycaenidae. De wetenschappelijke naam van de soort werd als Thecla amethystina in 1950 gepubliceerd door Hayward.

## Synoniemen
- Rhamma duplicata Johnson, 1992
- Rhamma cuchoensis Johnson, 1992
- Rhamma chilensis Johnson, 1992
- Shapiroana herrerai Johnson, 1992